# Aphelenchoides saprophilus
Aphelenchoides saprophilus är en rundmaskart. Aphelenchoides saprophilus ingår i släktet Aphelenchoides, och familjen Aphelenchoididae. Arten är reproducerande i Sverige.